# Compus anorganic

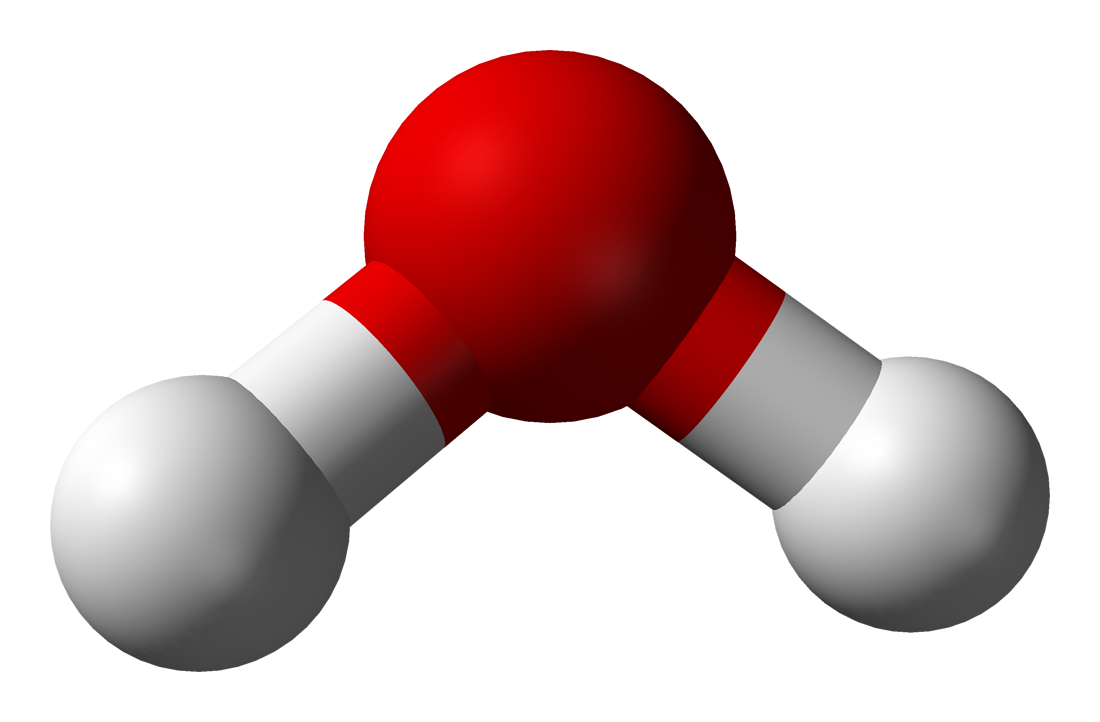
Apa (H_{2}O) este o moleculă anorganică

Un compus anorganic este un compus chimic care nu este organic. Compușii anorganici sunt văzuți tradiționali ca fiind obținuți prin intermediul unor procese geologice. Compușii anorganici alcătuiesc cea mai mare parte a scoarței terestre, însă compoziția chimică din manta rămâne un domeniu activ de cercetare.
Toți alotropii (forme pure diferite din punct de vedere structural ale unui element chimic) și unii compuși simpli ai carbonului sunt considerați anorganici. Printre exemple se numără alotropii carbonului (grafit, diamant, buckminsterfullerene, grafene, etc.), monoxidul de carbon CO, dioxidul de carbon CO2, carburile și sărurile anionilor anorganici, cum ar fi carbonații, cianurile, cianații, tiocianații, izotiocianații, fosfații, sulfații, clorații etc. Multe dintre acestea fac parte din sistemele organice, alcătuind un procent ridicat din compoziția organismelor vii; descrierea unei substanțe chimice ca fiind anorganică nu înseamnă neapărat că aceasta nu poate să apară în cadrul organismelor vii.

## Clasificare
Principalele clase de compuși anorganici sunt:
- Săruri: clorură de sodiu, sulfat de cupru (II)
- Oxizi: oxid de calciu, oxid de magneziu
- Baze: hidroxid de cupru (II), hidroxid de sodiu
- Acizi (anorganici): acid sulfuric, acid percloric, acid clorhidric